# جونا بارنز
جونا بارنز (انگلیسی: Djuna Barnes؛ ۱۲ ژوئن ۱۸۹۲ – ۱۸ ژوئن ۱۹۸۲) شاعر، رمان‌نویس، نویسنده، نمایش‌نامه‌نویس و روزنامه‌نگار اهل ایالات متحده آمریکا بود. از آثار او می‌توان به نایت‌وود اشاره کرد. این اثر، در گونه ادبیات مدرن و زیرگونه ادبیات لزبین قرار می‌گیرد و جزء آثار کلاسیک این زیرگونه است.